# Bonprix

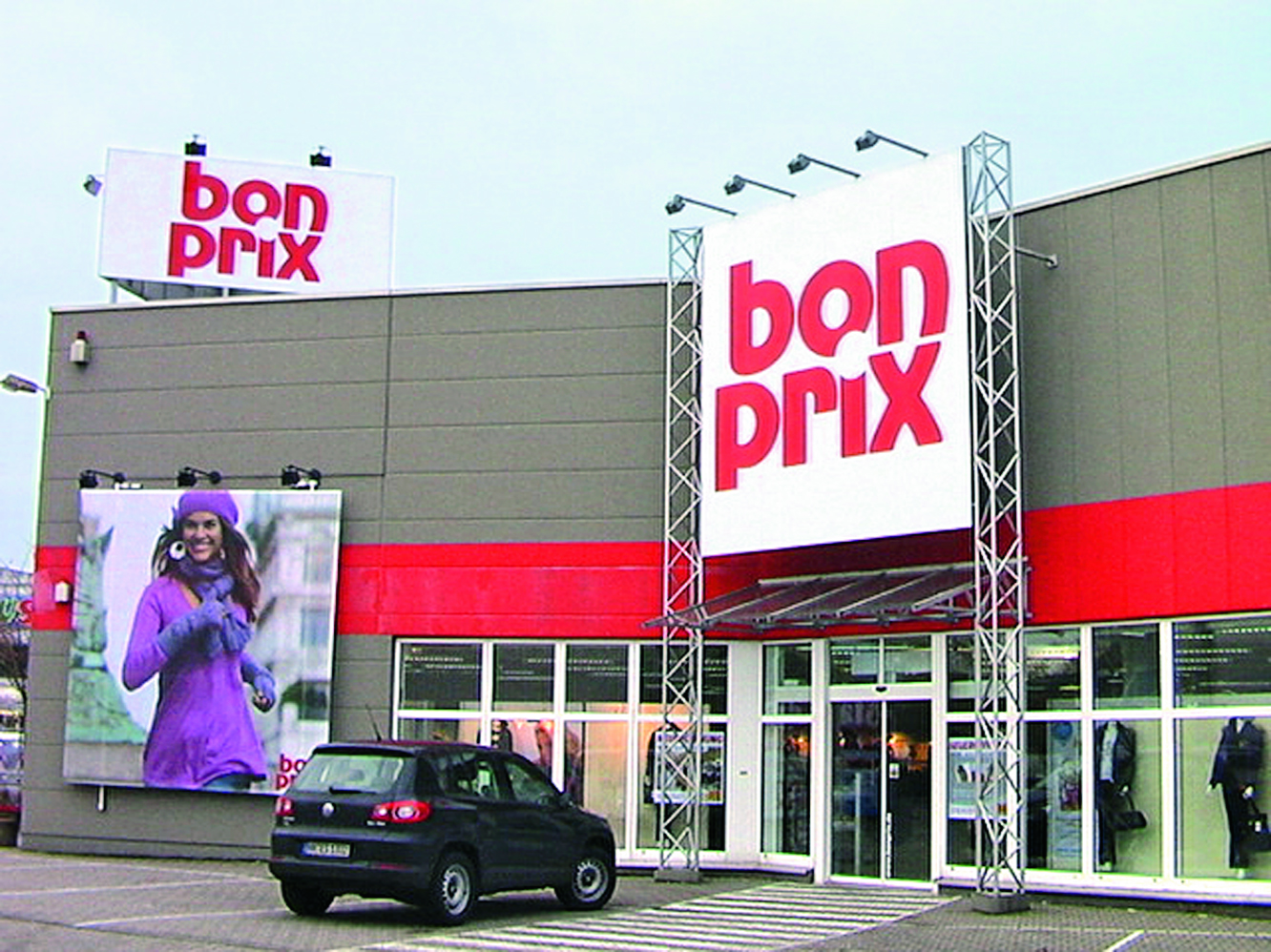
Una tienda de Bonprix en Fráncfort, 2012 (aún con el logo original)

Bonprix (oficialmente: bonprix Handelsgesellschaft mbH) es una empresa distribuidora de moda especializada en ventas por catálogo con sede en Hamburgo, Alemania. Fundada en 1986, actualmente la empresa pertenece al Grupo Otto.

## Historia
La empresa fue fundada en 1986 por Hans-Joachim Mundt y Michael Newe, y en 1988 se unió el tercer integrante de la directiva original, Josef Teeken. En 1989, se alcanzó el umbral de ventas de un millón de marcos alemanes. Su primer catálogo, lanzado unas semanas después de la inauguración de la empresa, tenía 32 páginas (en comparación, a fecha de 2015 el catálogo ofrece 200 páginas).
A partir de 1991, la compañía ha seguido una estrategia de expansión a otros países europeos.
Desde 1997, la compañía ofrece la venta de sus productos en Internet. En 2011, más del 50 % de los pedidos se realizaron a través de su tienda en línea. En 1999, se abrió la primera tienda física, en la Fuhlsbüttler Straße de Hamburgo, seguida por otras tiendas por todo el norte de Alemania. A día de hoy, la compañía posee una docena de sucursales en Alemania.

## Empresa
Bonprix ofrece una amplia gama de ropa, tejidos textiles para el hogar, pequeños muebles y accesorios.
Desde finales de la década de 1990, la empresa ha seguido una estrategia multicanal centrada en tres canales de ventas: catálogo, comercio electrónico y tiendas físicas.
Actualmente, Bonprix es una de las 10 principales empresas de pedidos por correo de Alemania, con más de 30 millones de clientes a nivel mundial, en 30 países, de los que 9,5 millones están en Alemania. Con ventas de 1.561 mil millones de Euros en el año fiscal 2016/17, Bonprix es una de las empresas más rentables del Grupo Otto. Su tienda en línea se ha convertido en su principal canal de distribución.
La empresa, con alrededor de 3000 empleados, emplea un único sistema de control de calidad y es activa en el ámbito de la sostenibilidad.